# Nesticella baiseensis
Nesticella baiseensis (лат.) — вид пауков рода Nesticella из семейства Пауки-нестициды (Nesticidae). Китай.

## Этимология
Видовое название образовано от названия места обнаружения типовой серии (Baise Prefecture).

## Распространение
Встречается в юго-восточной Азии: Китай (Гуанси-Чжуанский автономный район, Baise Prefecture).

## Описание
Мелкие пауки, общая длина около 3 мм. Основная окраска желтоватая. Этот вид сходен с N. nandanensis, N. songi и N. verticalis. От N. nandanensis его можно отличить по более длинному тегулярному апофизу (Ta), большему углу, образованному дистальными отростками парацимбиума (Dp-I, Dp-II), более узким щитком и более близкими сперматеками; от N. songi — более приземистым дистальным отростком I (Dp-I), по-разному раздвоенными дистальными отростками (Dp-I, Dp-II) и более узким скапусом гениталий (Sp); от N. verticalis более длинным тегулярным апофизом (Tg), более толстым дистальным отростком I (Dp-I) и более свернутыми оплодотворяющими протоками (Fd). Отсутствие дорсального апофиза (Da), различная форма дистальных отростков парацимбиума, в частности Dp-I, форма тегулярного апофиза (Tg), а также, у самок, узкая лопасть без лепестка (Sp) четко отличают N. baiseensis от всех остальных таксонов своей видовой группы Nesticella brevipes-group. Вид был впервые описан в 2016 году энтомологами из Китая (Yu-Cheng Lin, Shu-Qiang Li, Southeast Asia Biodiversity Research Institute and Institute of Zoology, Китайская академия наук, Пекин) и Италии (Francesco Ballarin, Museo di Storia Naturale of Verona, Верона).